# Zur Allerheiligsten Dreifaltigkeit (Dainbach)

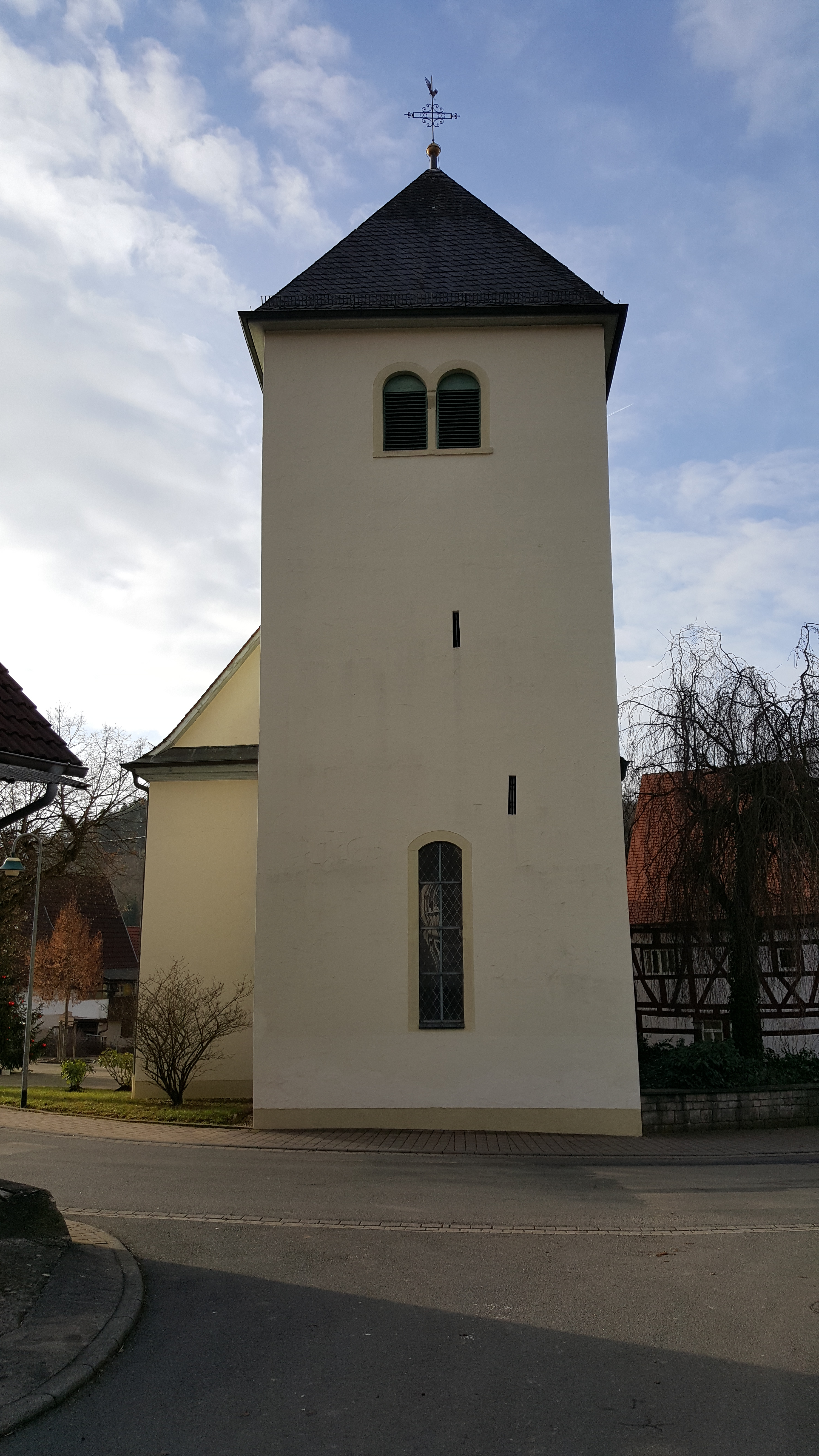
Zur Allerheiligsten Dreifaltigkeit in Dainbach

Die Kirche Zur Allerheiligsten Dreifaltigkeit steht in Dainbach, einem Stadtteil von Bad Mergentheim im Main-Tauber-Kreis in Baden-Württemberg. Das Bauwerk ist beim Landesamt für Denkmalpflege Baden-Württemberg als Baudenkmal eingetragen. Die Kirchengemeinde gehört zum Kirchenbezirk Adelsheim-Boxberg der Evangelischen Landeskirche in Baden.

## Beschreibung
Das barocke Langhaus wurde 1739 an den um 1440 errichteten mittelalterlichen Chorturm nach Westen angebaut. Der Chorturm wurde mit einem Glockengeschoss aufgestockt, das hinter den als Biforien gestalteten Klangarkaden den Glockenstuhl beherbergt, und mit einem Pyramidendach bedeckt. Die Brüstungen der Emporen im Innenraum des Langhauses wurden 1743 bemalt. Die Kirchenausstattung stammt aus dem 18. Jahrhundert. Oberhalb des Altars unter dem Chorbogen wurde 1748 die von Johann Adam Ehrlich gebaute Orgel aufgestellt. 